# Schloss La Ferté-Imbault

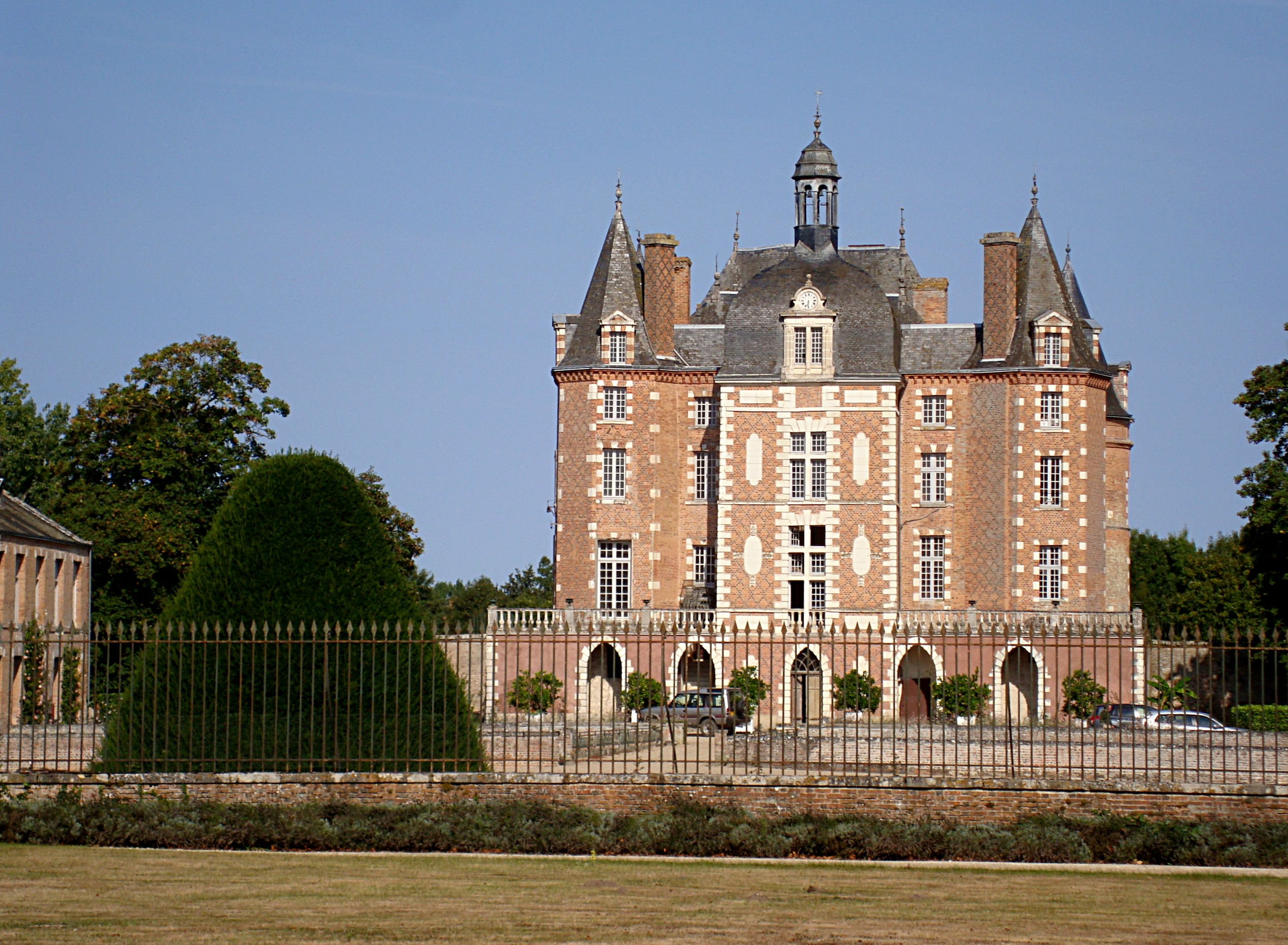
Schloss La Ferté-Imbault

Das Schloss La Ferté-Imbault (Département Loir-et-Cher), eine Festung aus dem Mittelalter, die in der Renaissance wieder aufgebaut wurde, ist das größte Ziegelsteinschloss der Sologne und eines der ältesten. Es war vier Jahrhunderte lang der Sitz der Familie Estampes.
Die Herrschaft La Ferté-Imbault war die größte in der südlichen Sologne und umfasste die Pfarreien Salbris, Saint-Genou (heute Selles-Saint-Denis), Marcilly, Loreux und Souesmes. Sie bestand aus mehr als hundert Bauernhöfen und erstreckte sich von Loreux bis Souesmes (29 km) und von Saint-Viâtre bis zu den Grenzen von Theillay (30 km), schätzungsweise über 700 Quadratkilometer.
Das Schloss ist ein bedeutendes „rechteckiges Gebäude, das von großen und schönen Fenstern durchbrochen und von vier Türmen flankiert wird [...]; Massives und Alleen mit jahrhundertealten Bäumen verleihen ihm einen Hauch von Größe und Poesie, der gleichzeitig das Herz und die Vorstellungskraft beeindruckt.“ (François Coillard) „Seine Lage ist ganz und gar heiter und angenehm, an einem Ort, an dem sich die Sauldre in mehrere Kanäle teilt ... Die roten Türmchen des Schlosses erheben sich inmitten dieser Gewässer und dieses Grüns und krönen wunderbar das reiche Bild, das man vor Augen hat.“

## Geschichte

### Mittelalter
Eine erste Festung wurde um 980 von Humbold (oder Humbault, Imbault) Le Tortu, dem Herrn von Vierzon, errichtet, der in der Überlieferung als Schwiegersohn von Theobald I., Graf von Blois, angegeben wird. Der nahe gelegene Fluss Sauldre versorgt den Burggraben mit Wasser. Die Grundmauern der beiden Haupttürme sind bis heute erhalten geblieben, ebenso wie der ehemalige Waffensaal. Hervé I., Herr von Vierzon und Nachfahre Humbolds, ließ nach seiner Rückkehr vom Kreuzzug eine Stiftskirche zu Ehren des heiligen Taurin errichten. Diese kirchliche Präsenz und die Notwendigkeit, die Festung zu versorgen, begünstigten die Entstehung des Dorfes La Ferté-Imbault, das um die Festung herum gebaut wurde.
1280 heiratete Jeanne de Vierzon, Erbin von La Ferté-Imbault, Gottfried von Brabant, Herr von Aarschot, Sohn des Herzogs Heinrich III. von Brabant und Adelheid von Burgund. Gottfried von Brabant war der Schwager des französischen Königs Philipp III., da er der Bruder der Königin Maria von Brabant war. Alix von Brabant, die Tochter Gottfrieds, heiratete 1302 Jean III. d’Harcourt – diese Heirat, die ihm die Herrschaft La Ferté-Imbault einbrachte, machte Jean d'Harcourt zu einem nahen Verwandten der Herzöge von Brabant und der Könige von Frankreich.
Jean IV., erster Graf von Harcourt, der Sohn von Jean III. d'Harcourt und Alix de Brabant, heiratete Isabeau, die Tochter von Jean I. de Parthenay, Dame de Vibraye, de Montfort et de Bonnétable. Ihr jüngster Sohn Guillaume d'Harcourt, Herr von La Ferté-Imbault, hatte aus seiner Ehe mit Blanche de Bray, Dame de Cernon (eine normannische Familie aus dem Cotentin), Tochter des Ritters Guillaume de Bray, eine Tochter, Jeanne d'Harcourt, Dame de La Ferté-Imbault, die Hugues de Montmorency, Sire de Beaussault et de Breteuil (aus dem Zweig Breteuil der Montmorency, siehe Stammliste der Montmorency#Die Herren von Breteuil) heiratete. Ihre Söhne, Antoine, Louis und Hugues starben 1415 in der Schlacht von Azincourt bzw. 1424 in der Schlacht von Verneuil. Ihre Schwester, Catherine de Montmorency, erbte nach dem Tod ihrer Brüder die Ländereien von La Ferté-Imbault.
Während des Hundertjährigen Krieges wurde die Burg zusammen mit dem Dorf eingenommen und zerstört. Nachdem das Anwesen mehrere Jahrhunderte lang ununterbrochen der Dynastie von Humbold Le Tortu, dem Herrn von Vierzon, durch die Verbindungen zu den Familien Brabant, Harcourt und Montmorency gehört hatte, wurde es schließlich 1424 von Catherine de Montmorency an Robert II. d'Estampes, den Herrn von Valençay, abgetreten.

### Neuzeit
Während der Renaissance wurde das Schloss wiederhergestellt, dann während des Ersten Hugenottenkriegs 1562 durch ein Feuer teilweise zerstört und Anfang des 17. Jahrhunderts von Marschall Jacques d’Estampes, Marquis de Mauny, der der reichste Grundbesitzer der Region ist, wieder aufgebaut und vergrößert (durch Hinzufügen von zwei Flügeln und großen Wirtschaftsgebäuden): Jacques d’Estampes ist der Enkel von Guillaume de Hautemer, Duc de Grancey, Pair de France, besser bekannt als Maréchal de Fervaques.
Jacques d'Estampes, Oberhaupt des Hauses Estampes, wird auch der erste Marquis von La Ferté-Imbault. Sein ältester Sohn ist Seigneur de Salbris. Der Marquis de La Ferté-Imbault wurde zu Beginn der Herrschaft von Heinrich IV. geboren, der einer Freundschaft zu Jacques Großvater pflegte. Er starb unter der Herrschaft von Ludwig XIV., nachdem er an der Seite von Ludwig XIII. gekämpft hatte. Er war unter anderem Botschafter in England (1641–1643), Lieutenant-général de l‘Orléanais, du Vendômois et du Dunois (1645) und Marschall von Frankreich (1651). Ludwig XIV. nahm ihn als Ritter in den Orden vom Heiligen Geist auf (1661). Als Leutnant der Gendarmenkompanie des späteren Herzogs von Orléans (1620) ließ er im Schloss La Ferté-Imbault große Gemeinschaftsräume errichten, um seine Kompanie unterzubringen. Seine Frau Catherine-Blanche de Choiseul war Tochter des Marschalls Charles de Choiseul, Marquis de Praslin, Berater von Maria de’ Medici, wurde die erste Ehrendame der Herzogin von Orléans. Das Ganzkörperporträt des Marschalls von La Ferté-Imbault wurde 1835 von Jean-Léonard Lugardon im Auftrag von König Louis-Philippe I. angefertigt. Es befindet sich im Saal der Marschälle im Musée de l’Histoire de France in Versailles.

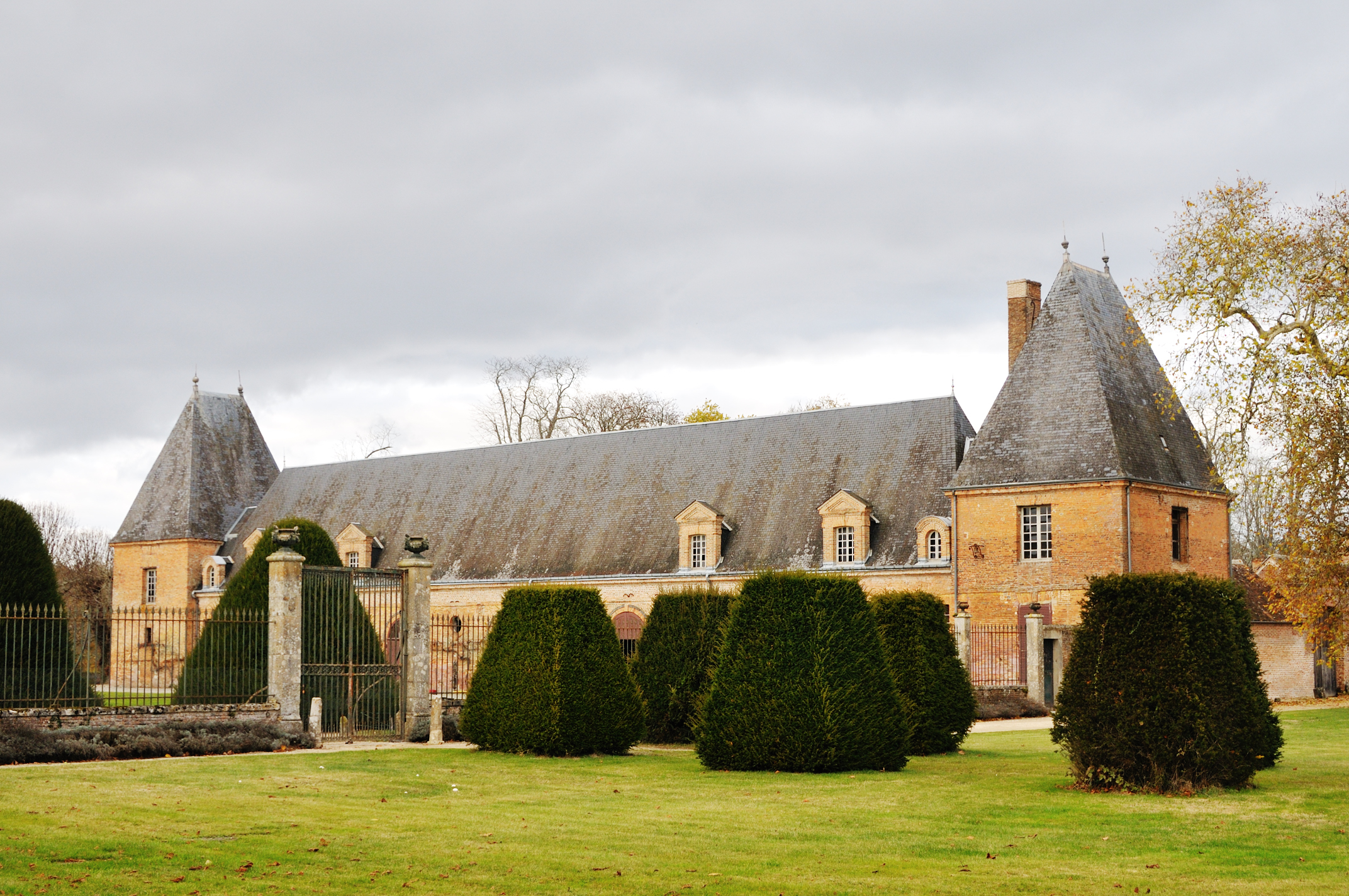
Die Gemeinschaftsräume des Château

Die letzte Marquise de La Ferté-Imbault war Marie-Thérèse Geoffrin d’Estampes (1715–1791), die 1733 den jungen Philippe-Charles d'Estampes de La Ferté (1712–1737); sie war die Tochter der berühmten Madame Geoffrin, deren literarischer Salon im Hôtel de la Ferté-Imbault (zuvor Hôtel de Geoffrin) in der Rue Saint-Honoré (Nr. 342–374) in ganz Europa und sogar in Russland bekannt war, von wo Zarin Katharina II. ihr als Freundin schrieb. Die Marquise, deren Gemälde von Nattier im Tokio Fuji Art Museum ausgestellt ist, schätzte im Schloss „die Frische der großen Kastanienbäume, die ihre Schatten am Ende der Gemeinschaftsräume ausbreiten“. Ihre Anwesenheit wurde jedoch in Versailles benötigt, wo Ludwig XV. sie auf Empfehlung der Gouvernante der königlichen Kinder Frankreichs, der Comtesse de Marsan, bat, seine Enkelinnen, die Prinzessinnen Clotilde und Elisabeth (Schwestern des Herzogs von Berry, des späteren Ludwig XVI.) in Philosophie zu unterrichten., Sie versorgte Madame de Marsan auch mit Texten für kleine Komödien, die von den Prinzessinnen aufgeführt wurden und denen der Dauphin und die Dauphine (Marie-Antoinette) beiwohnten. Madame de La Ferté-Imbault wurde zur Krönung von Ludwig XVI. in Reims am 11. Juni 1775 eingeladen. Sie war eine intelligente, gebildete Frau, die im Salon ihrer Mutter regelmäßig mit den meisten großen Geistern der Aufklärung verkehrte (u. a. Diderot, Voltaire, Fontenelle, Montesquieu, der ihr Hauslehrer war, d'Alembert), und da sie trotz ihres jungen Witwenstandes (und mehrerer Heiratsanträge, darunter der von Stanislaus I. Leszczyński, König von Polen und Vater der französischen Königin Maria Leszczyńska, der sie "seine Imbault " nannte) nie wieder heiratete, war die Marquise de La Ferté-Imbault für ihre Bildung und ihre moralischen Qualitäten bekannt. Als Königin des "Sublime Ordre des Lanturelus", einer Bruderschaft von Schöngeistern, konnte sie den Intrigen des Hofes widerstehen und die Freundschaft der königlichen Familie gewinnen (darunter Madame Elisabeth, die ihr schrieb: "Man muss lieben, sagte eine Prinzessin. Ich gehe noch weiter, denn ich liebe Sie, Imbault, und ich fordere Kritiker und Rivalen heraus, nichts zu meiner Zärtlichkeit zu sagen zu finden. ", und Louis-Joseph de Bourbon, Prince de Condé, der sie nach Chantilly mitnahm und bei ihr immer Rat, Hilfe und Trost suchte), Höflinge und Favoritinnen wie die Marquise de Pompadour, die ihre Freundin war.
1748 hatte Madame de La Ferté (Marie-Thérèse Geoffrin) das Anwesen zusammen mit Salbris ihrer Schwägerin Sophie d'Estampes (* November 1729; † im August 1763; Schwester von Philippe-Charles) abgetreten, damit sie Alexis-Bernard Le Conte de Nonant, Marquis de Piercourt (1711–1783), Präsident des Parlaments der Normandie, heiraten konnte (der Wert des Schlosses war im Jahr zuvor auf mehr als 1,1 Millionen Livres geschätzt worden); sie wurden die Eltern von Adélaïde-Marie-Thérèse Leconte de Nonant (* 1763; † guillotiniert am 26. Juli 1794), Ehefrau von François-Bernard-Raymond de Narbonne-Pelet (1761–1788; Nachkommen, darunter die d'Albert, Herzöge von Luynes und Chevreuse); im Juli 1778 kaufte der Marquis de Piercourt Nouan-le-Fuzelier und Burtin von Louis-Philippe-Thibault de La Carte de Sennecterre de La Ferté, und kaufte am 14. Juli 1780 La Ferté-Imbault und Salbris von seiner eigenen Tochter Adélaïde für 328.000 Livres zurück (auf fragwürdige Weise, da Adélaïde erst 17 Jahre alt war, und von ihrem Vater und Vormund dazu nicht gefragt wurde – tatsächlich wollte Piercourt unter dem Einfluss von Adelaides Stiefmutter, seiner zweiten Frau Cécile-Jeanne Blanchebarbe de Grandbourg, die er im Oktober 1766 geheiratet hatte (und die im Dezember 1790 starb), das Anwesen an ihren Sohn Abel-Alexis Leconte weitergeben).

### Zeitgenössische Epoche
Die Revolution führte jedoch zum Fall des Hauses Estampes und zum Verlust des Einflusses des Schlosses von La Ferté-Imbault. Das Dorf, das es umgab, wurde der Nachbargemeinde Selles-Saint-Denis angegliedert und stand nicht mehr an der Spitze seiner Verwaltung. Die beiden Flügel des Schlosses wurden zerstört. Der neue Marquis von Pierrecourt, Abel-Alexis-François Le Conte de Nonant (1769–1828; Halbbruder von Adélaïde Leconte, da er aus der zweiten Ehe von Alexis-Bernard Leconte mit Cécile Blanchebarbe stammt; ab 1785 verheiratet mit Catherine-Antoinette-Marie-Joséphine de Rothe, mit Nachkommenschaft; seine 1767 geborene Schwester Cécile-Rose Leconte heiratete ihren Cousin Joseph-Antoine Le Conte de Nonant de Raray, der sich am 27. November 1793 im Schlosspark durch einen Gewehrschuss selbst tötete), Eigentümer des Schlosses und früherer Herr in der Erbfolge des Vaters, wurde 1794 während der Terrorherrschaft inhaftiert und seine Ländereien wurden unter nationale Sequester gestellt; er wurde jedoch bald freigelassen und kehrte auf seinen Besitztümer zurück. Im April 1807 verkaufte er das Anwesen an Oberst Comte de Belmont (1770–1814). Dessen Witwe, Clémentine de Choiseul-Gouffier, verkaufte es 1819 für 356.000 Francs an die Comtesse de Grandeffe, Marie-Louise de Poix (1771–1851), die es dann 1824 für 510.000 Francs an den William Lee (1775–1853) weiterverkaufte, den Sohn des Politikers Thomas Sim Lee (1745–1819).
Im Mai 1824 erwarb die reiche englische Familie Lee-Kirby aus Leeds und Whitby das Land La Ferté-Imbault und ließ sich im Schloss nieder (Elizabeth Lee, die Schwester von William Lee, ist die Mutter von Edward Howarth und Mary-Ann Howarth († 1868), der Frau des anglikanischen Reverend Robert Kirby). Sie modernisierte die lokale Landwirtschaft, indem sie auf ihren zahlreichen, 5000 Hektar großen Farmen englische Anbauinnovationen (Futterpflanzen und Düngepflanzen wie Klee und Luzerne) einführte. Die Anwesenheit dieser ausländischen Familie blieb jedoch im Dorf unbeliebt. Während der Revolution von 1830 zum Beispiel drang die Bevölkerung von La Ferté-Imbault mit Heugabeln und Spießen bewaffnet in das Schloss ein und versuchte, den geflohenen Besitzer zu lynchen. Die protestantische Praxis der Familie, die mit einem starken Proselytismus einherging, führte im gesamten 19. Jahrhundert zu ernsthaften Widerständen in der Dorfgemeinschaft, so auch 1868 beim Bau der neuen Pfarrkirche Saint-Taurin, die gegenüber dem Eingang des Schlosses errichtet wurde. Als William Lee 1853 starb, erbten seine Neffen und Nichten das Land von La Ferté-Imbault und das Anwesen wird in zwei Teile geteilt, wobei der Fluss Sauldre die Grenze bildet. Marie-Ann Kirby († 27. August 1868) erhielt das Schloss und einen Teil der Bauernhöfe auf 3.500 Hektar, während ihr Bruder Edward Howarth weitere Bauernhöfe und die Domaine de la Place am rechten Flussufer (auf der zwischen 1880 und 1883 ein neues Schloss errichtet wurde) mit einer Gesamtfläche von 1.500 Hektar erhielt.
Das Dorf erlangte 1860 seine administrative Unabhängigkeit zurück, hatte jedoch mit finanziellen Problemen zu kämpfen. Die alte Stiftskirche in der Nähe des Schlosses wurde zerstört.
Das Schloss, dessen Grundbesitz nach 1872 deutlich geschrumpft war (auf etwas mehr als 1.100 Hektar; oder 1.800 ha noch im Jahr 1900?), wurde am 15. März 1873 vom Grafen Fresson (Charles-Auguste Fresson (1822–1901), Bürgermeister von La Ferté-Imbault von 1878 bis 1888) gekauft. Seine angeheiratete Nichte Marie Say (1857–1943; Tochter von Jeanne-Marie-Émilie Wey, ihrerseits Schwester von Caroline-Thérèse-Mathilde Wey, die 1850 Auguste Fresson heiratete), eine der reichsten Erbinnen Frankreichs und Besitzerin des Schlosses Chaumont, heiratet Prinz Henri-Amédée de Broglie (1849–1917, Sohn von Albert de Broglie) und später Luis Fernando de Orleans y Borbón, Infant von Spanien (1888–1945). Der etwa 50 Hektar große Park wurde zu dieser Zeit mit einer Ziegelmauer eingefriedet und mit Ornamenten verziert.
Das Schloss La Ferté-Imbault wurde am 28. Februar 1900 von der Gräfin Fresson, die zum Vormund ihres Mannes geworden war, an Dr. Georges Bouilly, Chirurg der Pariser Krankenhäuser, verkauft, dem seine Witwe Alice Convert († 1932; wiederverheiratet mit Hauptmann Ernest-Camille Bouglé) folgte; es wurde durch Erbschaft zum Eigentum von Henry-René Bertrand, dem Sohn von Alice Convert aus ihrer ersten Ehe. Während der deutschen Besetzung Frankreichs im Zweiten Weltkrieg war das Schloss ab dem 17. Juni 1940 vier Jahre lang von der Kommandantur besetzt. Bei einem Bombenangriff am 8. Mai 1944 wurde das Gebäude stark beschädigt. Nach dem Krieg wurden dann Restaurierungsarbeiten durchgeführt. Am 7. April 1989 wurde das Schloss teilweise unter Denkmalschutz gestellt (Fassaden und Dächer, Terrassen mit den Wachtürmen, die sie umgeben, Wassergräben mit der Brücke, die sie überspannt, zwei Pavillons am Seitengebäude auf der ersten Terrasse, zwei Wirtschaftsgebäude am Rande des Parks). 1997 wurde es an den Architekten Alain Jouan und im September 2017 an Olivier Ojzerowicz und Geoffroy Medinger, Manager von Großunternehmen, weiterverkauft.

## Architektur
Das heutige Schloss wurde vom Marschall d'Estampes im ersten Viertel des 17. Jahrhunderts restauriert und 1627 fertiggestellt. Es ist ein hohes Gebäude aus Ziegelsteinen, das auf einer alten Motte errichtet wurde, die in einer Folge von zwei Terrassen über dem Wassergraben eingeebnet wurde.
Das Gebäude wird hinten (Nordseite) von den beiden zylindrischen Türmen aus dem 16. Jahrhundert, die dem Brand von 1562 standhielten, und vorne (Südseite) von zwei polygonalen Türmen begrenzt, deren Grundmauern auf den Bau des mittelalterlichen Schlosses zurückgehen. Die Fassade, die von den letztgenannten Türmen begrenzt wird, wird von einem imposanten Vorbau dominiert, der von einer pyramidenförmigen Kuppel bedeckt und von einer Laterne gekrönt ist. Drei Schieferdächer wurden parallel zu dieser Fassade errichtet.
In mehreren großen Fenstern der Ostfassade ist ein außergewöhnliches Dekor aus der Frührenaissance erhalten, das aus Grotesken und verzierten Medaillons besteht, die römische Kaiser und König Franz I. darstellen. Diese bemerkenswerte Fassade weist auch ein mehrfarbiges Gittermuster auf und zeugt davon, dass der Stein damals kaum mehr als eine dekorative Rolle spielte. Dem Corps de Logis wurden zwei Wohnflügel hinzugefügt, von denen einer Ende des 18. und der andere Anfang des 19. Jahrhunderts bei Bränden zerstört wurden.
Am Ende der Gräben wurden zwei Pavillons errichtet: der erste für das Wachhaus und der zweite für die Küche, die über einen Brunnen verfügt, der noch heute existiert, und deren Erdgeschoss durch eine Reihe mächtiger Ziegelstein-Schlitzbögen überwölbt ist. Die Gräben, die das Viereck von allen Seiten umgeben, sind gemauert und werden von einer Brücke überspannt. An den Ecken des Wehrgangs, der den Graben überspannt, standen vier mit Kuppeln versehene Scharwachttürme (von denen zwei erhalten sind) mit Schießscharten, die standen an den Ecken des Wehrgangs, der den Wassergraben überragen. Die Dächer der Pavillons neamen die Form des Vorbaus und der Scharwachttürme auf.
Die Brücke führt zu zwei großen, besonders bemerkenswerten Nebengebäuden, die den Vorhof des Schlosses einrahmen: Sie dienten als Stallungen und Unterkünfte für die Gendarmeriekompanie des Herzogs von Orléans, die der Marschall von Estampes anführte ("l'installation des chevau-légers qu'il entretient dans ses superbes communs est rassurante pour tous "). Diese langen Nebengebäude werden von großen Pavillons eingerahmt, die mit hohen Dachstühlen bedeckt sind.
Der Bauernhof mit Wohnungen, Scheunen und Zwinger wird etwas abseits in der Basse-cour wieder aufgebaut.
Das Ensemble aus roten Backsteinen ist typisch für den Klassizismus, der sich in der Spätrenaissance und unter der Herrschaft Ludwigs XIII. entwickelte.
Mitte des 19. Jahrhunderts, als das Schloss der englischen Familie Lee-Kirby gehörte, wurden große Arkaden im neugotischen Stil vor die mittelalterliche Basis der Hauptfassade gesetzt und die imperialen Dächer der Pavillons, die 1830 durch einen Brand zerstört worden waren, als englisch inspirierte Satteldächer wieder aufgebaut.
Das Anwesen, das sich nun auf etwa 50 Hektar erstreckte, wurde von einer Ziegelmauer umgeben und vom Fluss Sauldre umschlossen. Der Marschall von Estampes hatte französische Gärten entwerfen lassen (die im 19. Jahrhundert nach englischer Mode umgestaltet wurden), eine Orangerie errichtet und einen 600 Meter langen, breiten Kanal gegraben, der vom Fluss gespeist wurde und noch erhalten ist. Ein Gemüsegarten, ein Eiskeller, hydraulische Widder, Wiesen, Ackerland und bewaldete Abschnitte bilden ein romantisches Gebiet. Ein sternförmiges Netz von Alleen erschließt den Park. Zahlreiche Baumarten sind hier zu finden, ebenso wie ein reicher Wildbestand.